# Rudolph Born
Rudolph Born (* 19. November 1828 in Obermöllern; † 4. Januar 1895 in Greiffenberg) war Mediziner und Mitglied des Deutschen Reichstags.

## Leben
Born machte die Maturitätsprüfung in Zeitz und studierte Medizin von 1849 bis 1853 in Leipzig, Würzburg, Jena und Berlin, wo er auch promovierte und das Staatsexamen absolvierte. Ab 1854 war er Arzt Kommunalarzt und Stadtverordneter in Greiffenberg in Schlesien.
Von 1887 bis 1890 war er Mitglied des Deutschen Reichstags für den Wahlkreis Regierungsbezirk Liegnitz 5 Löwenberg und die Nationalliberale Partei.